# Mildred Pierce (personaggio)
Mildred Pierce è un personaggio immaginario, protagonista femminile del romanzo di James M. Cain Mildred Pierce (1941), della pellicola cinematografica del 1945 e dell'adattamento televisivo del 2011.

## Personaggio

### Caratteristiche e comportamento
Mildred Pierce è nata nel 1903 e all'inizio del romanzo ha 28 anni, ma ne dimostra di più. Ha i capelli castani tendenti al rosso ed è sotto il metro e settanta. Ha un amore incondizionato per le sue due figlie ma quando una di queste muore e lei si lascia col marito, si dedica solo ed esclusivamente a Veda, la figlia maggiore, che però non prova alcun affetto verso la madre. È molto orgogliosa e per questo rifiuta alcuni lavori (governante, cameriera) anche perché non vuole che sua figlia si vergogni di lei ma capisce che deve darsi da fare e far mangiare la sua famiglia.

### Vita privata
1931. Mildred è una donna sposata con prole. Dopo aver divorziato con Bert Pierce, Mildred si ritrova da sola con le due figlie, Veda e Ray. Inizia a frequentare Wally Burgan, ex-collega del marito, ma poi si fidanza con Monty, ricco snob che lascia perché troppo superficiale e ambiguo. Intanto la figlia Ray muore per una grave polmonite.
1939. Mildred rincontra Monty e si sposano. Dopo alcuni mesi però divorziano poiché lui tradisce la donna con sua figlia Veda. A questo punto Mildred è disperata e trova confronto con l'uomo che davvero ama: il suo primo marito, Bert.

### Vita professionale
Mildred si presenta all'inizio come una casalinga orgogliosa e ambiziosa. Dopo aver girato e rifiutato lavori, Mildred diventa cameriera in una tavola calda di Hollywood e dopo alcuni mesi apre un ristorante proprio, dedito solo a pollo con contorno di verdure o waffle. Sette anni dopo apre un locale a Beverly Hills, gestito da Ida, e dopo un ristorante di lusso a Laguna, dedito a pesce e bistecche, gestito dalla vicina Lucy.

## Joan Crawford e Mildred Pierce

### L'interpretazione e l'Oscar
Dopo essere stata licenziata dalla MGM, la Crawford si ritrovò a lavorare con la Warner Bros. e il primo copione assegnatole fu proprio Il romanzo di Mildred. Il film non solo si rivelò un vero e autentico successo ma fece vincere alla Crawford la tanto ambita e sudata statuetta dell'Oscar, l'unica nella sua carriera. L'interpretazione di Joan Crawford è stata giudicata da molti come una delle migliori di sempre. Joan Crawford risulta essere al decimo posto nella lista delle più grandi attrici di sempre stilata dalla AFI nel 1998.

### Il rapporto genitori-figli nella realtà e nella finzione
Mentre Mildred Pierce aveva un burrascoso rapporto con sua figlia Veda, in quegli anni Joan Crawford aveva un brutto rapporto e usava violenza con sua figlia Christina, almeno come quest'ultima ha raccontato nel 1978 in Mammina cara. Nel 1981 il libro venne adattato per il cinema e Joan Crawford fu interpretata da Faye Dunaway. Mammina cara, nonostante il successo di pubblico, fu un flop nel mondo della critica vincendo 5 Razzie Awards (su 7 nomination), gli anti-Oscar, i premi per le peggiori produzioni hollywoodiane dell'anno.

## Kate Winslet e Mildred Pierce

### L'interpretazione e l'Emmy
Nel 2011 è uscita la miniserie televisiva Mildred Pierce, diretta da Todd Haynes, ed interpretata da Kate Winslet. Successo di pubblico e di critica, la miniserie ha vinto 5 Emmy Awards (su 21 nomination) tra cui quello per Kate Winslet, che vinse anche il Golden Globe e lo Screen Actors Guild Awards. L'interpretazione di Kate Winslet è stata elogiata da molti, giudicandola la migliore performance televisiva del 2011.